# Час Ібларда
Час Ібларда — мультфільм 2007 року.

## Сюжет
«Час Ібларда» — це проєкт про вигаданий світ Іное Наохіса. Ностальгія за днями, до яких обов'язково колись повернемось. Цей чарівний світ можна побачити у його малюнках. Для цього проєкту художник особисто обрав 63 картини. Їх було переведено у цифровий формат і додана комп'ютерна графіка. Щоб створити динаміку, аніматори додали 2D персонажів і подорож у чарівну місцину здається ще більш живою та бажаною.